# Andrzej Korboński
Andrzej Jerzy Korboński (ur. 2 stycznia 1927 w Poznaniu, zm. 13 maja 2013 w Los Angeles) – amerykański politolog polskiego pochodzenia, długoletni profesor Uniwersytetu Kalifornijskiego w Los Angeles (UCLA).

## Życiorys
Pierwsze lata życia spędził w Poznaniu. Po wybuchu wojny w 1939 przeniósł się do Warszawy. Jako nastolatek służył w Armii Krajowej dochodząc do stopia kaprala. Walczył w Powstaniu Warszawskim w I Obwódzie ‘Radwan’ (Śródmieście) w 3. batalionie pancernym 'Golski'. Po powstaniu dostał się do niewoli niemieckiej i został wysłany do Stalagu IVb, gdzie w 1945 był świadkiem bombardowania Drezna przez wojska alianckie. Po wyzwoleniu obozu wstąpił do Polskich Sił Zbrojnych w Wielkiej Brytanii i służył w nich w latach 1945–1947. Po wojnie, w 1950 uzyskał licencjat z ekonomii na Uniwersytecie Londyńskim, po czym udał się do USA gdzie dwa lata służył w US Army. W 1954 obronił magisterum z ekonomii na Uniwersytecie Columbia. W 1955 ożenił się z Betsy Glendinning. W 1962 obronił doktorat z prawa publicznego i administracji na Uniwersytecie Columbia, gdzie jego promotorem był Zbigniew Brzeziński. Jego doktorat, za który otrzymał „Clarke F. Ansley Dissertation Award at Columbia University” w 1962, został następnie wydany następnie w formie książki pt. „Politics of Socialist Agriculture in Poland 1945-1960” przez Columbia University Press.
Podczas prawie 50 lat pracy na UCLA, gdzie uczył od 1963 na Wydziale Nauk Politycznych, pełnił m.in. funkcję dziekana wydziału, a także zajmował wiele stanowisk administracyjnych, w tym dyrektora „Rand-UCLA Center for the Study of Soviet International Behavior” oraz „Center for Russian and East European Studies”. Był, aż do śmierci, redaktorem naczelnym pisma Communist and Post Communist Studies, wcześniej zasiadał w radzie redakcyjnej jego poprzednika, „Studies in Comparative Communism”. W późnych latach sześćdziesiątych pracował w Fundacji Forda. Zasiadał w zarządach International Research and Exchanges Board, ACLS-SSRC Joint Committee on East Europe, National Council for Soviet and East European Research, Polish Studies Association oraz Polskiego Instytutu Naukowego w Ameryce. Był członkiem założycielem „Research Committee on Pluralism” w ramach International Political Science Association (IPSA), jednego z pierwszych takich komitetów badawczych w IPSA.

## Wybrane publikacje
- Politics of Socialist Agriculture in Poland: 1945-1960 (1965)
- The Warsaw Pact (1969)
- Soldiers, Peasants, and Bureaucrats: Civil-Military Relations in Communist and Modernizing Societies (1982, razem z Romanem Kolkowiczem)
- The Church and State in Poland after WWII (1994)
- Poland Ten Years After (2000)